# گرگ پشت در
گرگ پشت در (دانمارکی: Oviri) فیلمی دانمارکی-فرانسوی در سبک درام و زندگینامه‌ای به کارگردانی هنینگ کارلسن است که در سال ۱۹۸۶ منتشر شد. از بازیگران آن می‌توان به دونالد ساترلند و ماکس فون سیدو اشاره کرد.